# Tijan Jaiteh
Tijan Jaiteh est un footballeur international gambien né le 31 décembre 1988, qui évolue au poste de milieu défensif au Al-Markhiya SC au Qatar.

## Sélections
Tijan Jaiteh est international gambien depuis 2008 lors d'un match qualificatif pour la Coupe du monde 2010 face au Liberia (1-1).
Il a par ailleurs été champion d'Afrique avec les moins de 17 ans.

## Palmarès

### En club
Brann Bergen
- Champion de Norvège (1) : 2007

 Bnei Yehoudah Tel-Aviv FC
- Vainqueur de la Coupe d'Israël (1) :  2017

### En sélection
Gambie
- troisième de la Coupe d'Afrique des nations junior 2007
- Vainqueur de la CAN des moins de 17 ans (1) : 2005